# المكروب (المخادر)

تعديل مصدري - تعديل

المكروب محلة تابعة لقرية الجامع، التابعة لعزلة السحول بمديرية المخادر إحدى مديريات محافظة إب في الجمهورية اليمنية، بلغ تعداد سكانها 29 حسب تعداد اليمن لعام 2004.